# Модестівка
Моде́стівка — село в Україні, у Берездівській сільській громаді Шепетівського району Хмельницької області. Населення становить 138 осіб.

## Заснування та походження назви
Засноване на початку 19 століття, як фільварок тодішнього власника Малого Правутина Модеста Стоцького. Від його імені і походить назва села.

## Географія
Модестівка лежить на півночі Хмельницької області, на півночі Шепетівського району . На сході землі села межують із землями Малого Правутина, а на північному заході з Берездовом, на півдні із землями сіл Гориця та Манятин.
Село розташоване на правому березі річки Корчик.

## Історія
У 1906 році ферма Берездіської волості Новоград-Волинського повіту Волинської губернії. Відстань від повітового міста 38 верст, від волості 2. Дворів 17, мешканців 93.
7 (20) листопада 1917 року, відповідно до Третього Універсалу Української Центральної Ради, увійшло до складу Української Народної Республіки.
12 червня 2020 року, відповідно до розпорядження Кабінету Міністрів України № 727-р «Про визначення адміністративних центрів та затвердження територій територіальних громад Хмельницької області», увійшло до складу Берездівської сільської громади.
19 липня 2020 року, в результаті адміністративно-територіальної реформи та ліквідації Славутського району, село увійшло до складу Шепетівського району.

## Населення
Розподіл населення за рідною мовою
Згідно з переписом УРСР 1989 року чисельність наявного населення села становила 170 осіб, з яких 72 чоловіки та 98 жінок.
За переписом населення України 2001 року в селі мешкали 162 особи.
Станом на 1 січня 2011 року в селі проживало 127 осіб, у тому числі дітей дошкільного віку — 9, шкільного віку — 24, громадян пенсійного віку — 139, працюючих громадян — 53.

### Мова
Розподіл населення за рідною мовою за даними перепису 2001 року:
| Мова       | Відсоток |
| ---------- | -------- |
| українська | 98,77 %  |
| російська  | 1,23 %   |

## Символіка
Затверджений 23 грудня 2016 р. рішенням № 15 XVII сесії сільської ради VII скликання.

### Герб
У червоному щиті два золоті вістря, на яких по червоному жолудю; між вістрями золотий дубовий листок. Щит вписаний в золотий декоративний картуш і увінчаний золотою сільською короною. Внизу картуша напис «МОДЕСТІВКА».
Два вістря утворюють стилізовану першу літеру назви; жолуді і листок символізують густі ліси, що росли колись в цій місцевості.

### Прапор
На червоному квадратному полотнищі два жовті рівнобічні трикутники, що відходять від нижнього пруга до верхнього; на трикутниках по червоному жолудю, між ними жовтий дубовий листок.